# Eolinus tystschenkoi
Eolinus tystschenkoi är en spindelart som beskrevs av Prószynski, Zabka 1980. Eolinus tystschenkoi ingår i släktet Eolinus och familjen hoppspindlar. Inga underarter finns listade i Catalogue of Life.